# 伊日·涅梅茨
伊日·涅梅茨（捷克語：Jiří Němec，1966年5月15日—），捷克前男子足球运动员，司职中场。他曾代表捷克斯洛伐克国家队参加1990年国际足联世界杯，结果队伍止步八强。